# Sound of Music
Sound of Music è il secondo album dei The Adicts, gruppo punk inglese, pubblicato nel 1982 da Razor Records. Il disco mostra un miglioramento della band, che propone testi più elaborati e una maturità musicale accresciuta rispetto al debutto Songs of Praise.
L'album è stato ristampato più volte, in due casi con le cover di You'll Never Walk Alone e I Wanna Be Sedated.

## Tracce
- Tutte le tracce scritte dai The Adicts eccetto dove indicato.

1. How Sad - 2:24
2. 4.3.2.1. - 2:22
3. Chinese Takeaway (Davidson, Mel, Warren) - 2:44
4. Johnny Was a Soldier - 3:04
5. Disco - 2:14
6. Eyes in the Back of Your Head - 3:12
7. Joker in the Pack - (Davidson. Ellis, Warren) - 2:50
8. Lullaby - 2:30
9. My Baby Got Run Over by a Steamroller - 1:58
10. Let's Go - 1:56
11. Easy Way Out (Davidson. Ellis, Warren) - 3:00
12. Shake Rattle Bang Your Head - 3:36
13. A Man's Gotta Do - 2:14

### Bonus track(Giappone)[2]
1. Too Young - 3:00
2. You'll Never Walk Alone - 2:08
3. I Wanna Be Sedated (Ramones cover) - 3:22

### Bonus track (ristampaTaang! Records)[3]
1. You'll Never Walk Alone - 2:08
2. Too Young - 3:00
3. The Odd Couple - 3:09
4. Who Spilt My Beer - 3:18
5. Come Along - 3:11
6. I Wanna Be Sedated	- 3:22
7. It's a Laugh - 1:54

### Bonus track (ristampaSOS Records)[4]
1. You'll Never Walk Alone - 2:08
2. Too Young - 3:04
3. Adicts Medley Zimbabwe Bros - 4:40
4. Steamroller - 1:54

## Crediti[5]
- Keith Warren - voce
- Pete Dee Davison - chitarra, pianoforte, voce d'accompagnamento
- Mel Ellis - basso, voce d'accompagnamento
- Michael 'Kid Dee' Davison - batteria, voce d'accompagnamento
- Pete Beaumont - violino
- Harry Murlowski - produttore
- Steve Tannett - produttore
- Jess Sutcliffe - ingegneria del suono, missaggio
- Carol - artwork